# Mart Poom
Mart Poom (3 de febrer, 1972 a Tallinn) és un exporter de futbol estonià, retirat el 2009.
La major part de la seva trajectòria transcorregué a Estònia i Anglaterra a clubs com Flora Tallinn, Portsmouth FC, Derby County FC, Sunderland AFC, Arsenal FC i Watford FC, amb dues breus estades al KuPS finès i al FC Wil suís.
Amb la selecció d'Estònia jugà en 119 ocasions des del seu debut el 1992.

## Premis
- Futbolista estonià de l'any: 1993, 1994, 1997, 1998, 2000, 2003
- Golden Player al millor futbolista estonià dels darrers 50 anys: 2003